# Acalolepta infasciata
Acalolepta infasciata es una especie de escarabajo longicornio del género Acalolepta, tribu Monochamini, subfamilia Lamiinae. Fue descrita científicamente por Breuning en 1978.
Se distribuye por Papúa Nueva Guinea. Mide aproximadamente 17 milímetros de longitud. El período de vuelo de esta especie ocurre en el mes de enero.